# Chavannes-les-Grands
Chavannes-les-Grands is een gemeente in het Franse departement Territoire de Belfort (regio Bourgogne-Franche-Comté) en telt 292 inwoners (1999). De plaats maakt deel uit van het arrondissement Belfort.  In het Elzassisch of het Duits heette de plaats vroeger Grossschaffnatt, in tegenstelling tot Chavanatte, dat dan Kleinschaffnatt was.

## Geografie
De oppervlakte van Chavannes-les-Grands bedraagt 6,9 km², de bevolkingsdichtheid is 42,3 inwoners per km².
De onderstaande kaart toont de ligging van Chavannes-les-Grands met de belangrijkste infrastructuur en aangrenzende gemeenten.

## Demografie
Onderstaande figuur toont het verloop van het inwonertal (bron: INSEE-tellingen).